# Conkal (kommun)
Conkal är en kommun i Mexiko.   Den ligger i delstaten Yucatán, i den östra delen av landet, 1 000 km öster om huvudstaden Mexico City. Antalet invånare är 9 143. Arean är 57 kvadratkilometer.
Terrängen i Conkal är mycket platt.
Följande samhällen finns i Conkal:
- Conkal